# Carrù
Carrù ist eine Gemeinde in der italienischen Provinz Cuneo (CN), Region Piemont. 

## Lage und Einwohner
Carrù liegt 36 km nordöstlich von der Provinzhauptstadt Cuneo entfernt und gilt als Eingangstor zu den beiden Weinregionen Langhe und Roero. Das Gemeindegebiet umfasst eine Fläche von knapp 26 km² und hat 4411 Einwohner (Stand 31. Dezember 2023).
Die Nachbargemeinden sind Bastia Mondovì, Bene Vagienna, Clavesana, Farigliano, Magliano Alpi, Mondovì und Piozzo.

## Geschichte

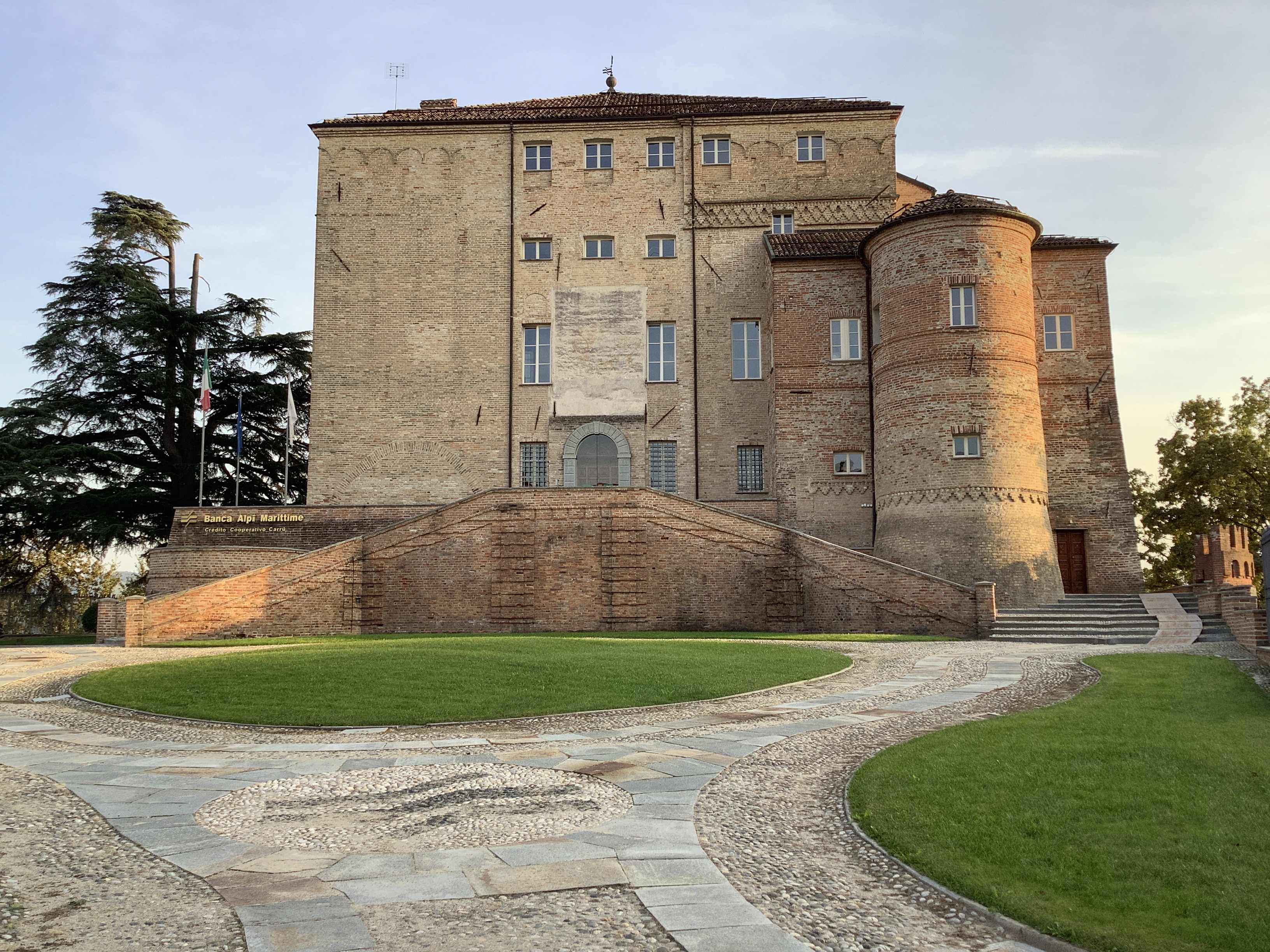
Das Schloss

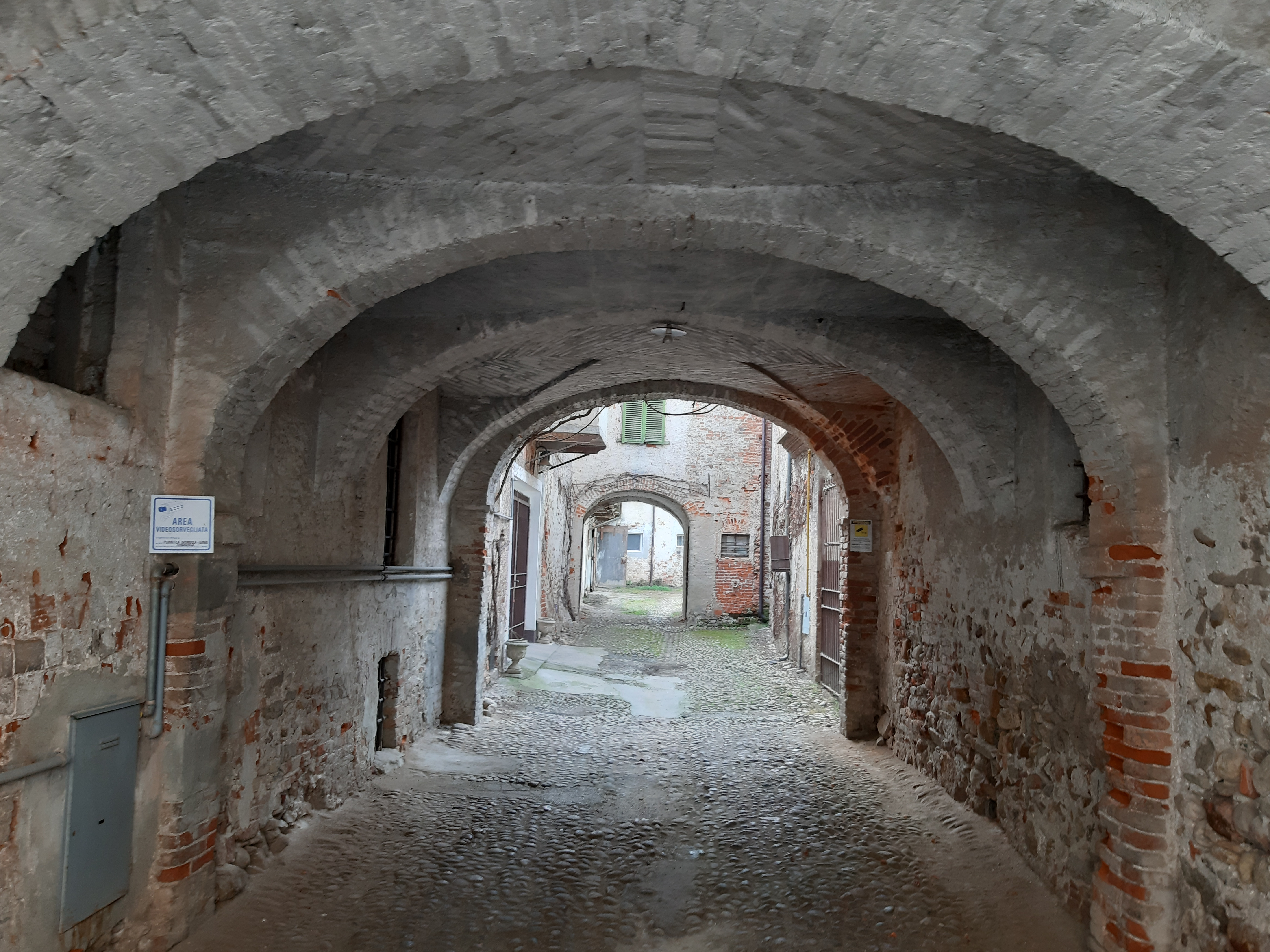
Gasse in Carrù

In einer Urkunde aus der ersten Hälfte des 11. Jahrhunderts wir die Gemeinde mit dem Namen „Carugus“ erwähnt,  später auch als „Carrugus“, „Carrutus“, „Carù“ und „Carrucus“ bezeugt. Die ersten sicheren Nachrichten über das Dorf stammen aus dem Jahr 901, als es von Lodovico III. dem Bistum Asti unterworfen und von den Herren von Manzano gehalten wurde. Anschließend kam es unter die Herrschaft von Mondovì, insbesondere unter die Herren von Bressano, einer mächtigen Familie. Im Jahr 1328 gehörte es den Fürsten von Achaia und im Jahr 1372 wurde es vom Herzog von Savoyen an die Markgrafen von Ceva belehnt und befand sich bis 1872 im Besitz der Grafen von Costa.
Zusammen mit der Nachbargemeinde Clavesana hatte Carrù seit 1874 einen Bahnhof an der Bahnstrecke Bra-Ceva. Der Betrieb wurde nach den schweren Überschwemmungen 1994 eingestellt.

## Sehenswürdigkeiten
- Das Schloss
- Die Pfarrkirche, die Mariä Himmelfahrt gewidmet ist, mit einem einzigen Kirchenschiff
- Die Kirche der Bruderschaft Battuti Bianchi
- Die Kirche San Pietro aus der ersten Hälfte des 11. Jahrhunderts
- Das Oratorium der Madonna di Loreto mit Fresken aus dem 15. und 16. Jahrhundert

## Weinbau
In der Umgebung von Carrù wird in beschränktem Maße Weinbau betrieben. Die Beeren der Rebsorten Spätburgunder und Chardonnay dürfen zum Schaumwein Alta Langa verarbeitet werden.

## Persönlichkeiten
- Luigi Einaudi (1874–1961), Finanzwissenschaftler, von Mai 1948 bis Mai 1955 italienischer Staatspräsident